# Agnetina cocandica
Agnetina cocandica és una espècie d'insecte plecòpter pertanyent a la família dels pèrlids que es troba a Mongòlia i l'Uzbekistan.